# Wojciech Pokora
Wojciech Pokora (sinh ngày 2 tháng 10 năm 1934 tại Warsaw - mất ngày 4 tháng 2 năm 2018 tại Warsaw) là một diễn viên, đạo diễn người Ba Lan.

## Tiểu sử
Wojciech Pokora tốt nghiệp Học viện Nghệ thuật Sân khấu Quốc gia Aleksander Zelwerowicz (PWST) Warsaw năm 1958. Ông là một diễn viên hài nổi bật và được yêu thích tại Ba Lan. Wojciech Pokora chiếm được thiện cảm của người xem với những vai diễn xuất sắc trong các bộ phim như "Poszukiwany, poszukiwana" (1972), "Brunet wieczorową porą" (1976), "Co mi zrobisz, jak mnie złapiesz" (1978), hay "Alternatywy 4" (1983). Ông đã góp mặt trong khoảng 50 bộ phim chiếu rạp và truyền hình.
Ngoài sự nghiệp diễn xuất, Wojciech Pokora còn là một đạo diễn sân khấu cho các nhà hát ở nhiều nơi, tiêu biểu như Nhà hát Kwadrat ở Warsaw (1989, 1992, 1996), Nhà hát Powszechny ở Radom (1993), Nhà hát Bagatela ở Krakow (1994), và nhiều nhà hát khác.
Wojciech Pokora được trao tặng một số danh hiệu danh giá của đất nước Ba Lan, chẳng hạn như Thập tự vàng (1978) hay Huy chương vàng Huy chương Công trạng về văn hóa - Gloria Artis (2013) vì những cống hiến lớn lao của ông đối với văn hóa và nghệ thuật.

## Đời tư
Wojciech Pokora kết hôn với Hanna vào năm 1956. Vợ chồng ông bà có hai người con gái tên là Anna và Magda.